# Glinkastraße
Die Glinkastraße ist eine seit dem 31. Mai 1951 nach dem russischen Komponisten Michail Glinka benannte Straße im Berliner Ortsteil Mitte des gleichnamigen Bezirks. Zuvor trug sie seit Beginn des 18. Jahrhunderts den Namen Kanonierstraße.

## Verlauf und Geschichte
Die Straße verläuft in Nord-Süd-Richtung parallel zur Friedrichstraße, vom Boulevard Unter den Linden bis zur Kronenstraße, wo sie in die Mauerstraße übergeht. Der Verkehrsweg wurde als Kanonierstraße um 1700 angelegt und führte von der Kronenstraße (an der Dreifaltigkeitskirche) über die Jägerstraße und Französische Straße zur Behrenstraße. Im 18. Jahrhundert gab es entlang der Straße 46 Häuser in Hufeisennummerierung. Der Straßenname soll daher rühren, dass im 16./17. Jahrhundert am südlichen Ende dieser Straße ein Wachhaus mit Kanone gestanden habe, an der die Soldaten ihren Dienst leisten mussten.
Nach den Zerstörungen des Gebietes im Zweiten Weltkrieg und der nachfolgenden Beräumung der Trümmergrundstücke wurde die Straße gemäß dem Antimilitarismus-Verständnis der SED umbenannt und von der Behrenstraße bis an die Straße Unter den Linden verlängert.
Am 3. Juli 2020 kündigte die BVG an, den benachbarten U-Bahnhof Mohrenstraße in Glinkastraße umzubenennen. Dies wiederum wurde kritisiert, da der russische Komponist Michail Iwanowitsch Glinka ein Antisemit gewesen sein soll, woraufhin die BVG den Namen nur noch als „mögliche Alternative“ bezeichnete.

## Anliegende Gebäude

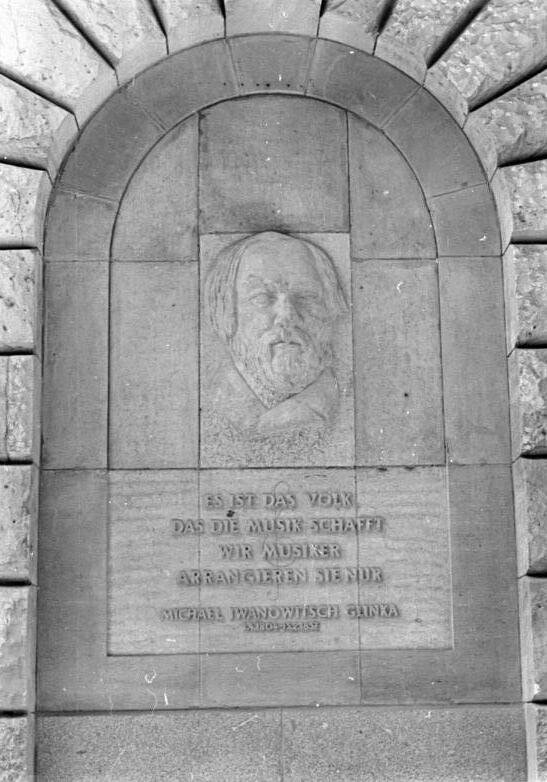
Relief mit Porträt von Michail Glinka in der Glinkastraße

Im nördlichen Teil der Glinkastraße steht ein Teil der Russischen Botschaft Berlin. In der Glinkastraße 24 befindet sich der Berliner Amtssitz des Bundesministeriums für Familie, Senioren, Frauen und Jugend. Seit 20. Oktober 2014 befindet sich der Hauptsitz der Deutschen Gesetzlichen Unfallversicherung (DGUV) in der Glinkastraße 40. In den zwischen 1972 und 1974 errichteten Gebäuden Nr. 5–7 hat die Nordkoreanische Botschaft ihren Sitz, die von ca. 2004 bis 2020 auf ihrem Grundstück auch ein Hostel betrieb. Die metallene Eingangstür zum Haus Nummer 7 entstand in der Werkstatt des Metallkünstlers Achim Kühn.
Bis zum November 1943 bildete die barocke Dreifaltigkeitskirche an der Kreuzung Mauer-, Glinka- und Mohrenstraße einen Orientierungspunkt. Sie wurde bei einem Luftangriff zerstört. Erhalten blieben zwei von ursprünglich drei Pfarrhäusern auf dem Eckgrundstück Glinkastraße 16 und Taubenstraße 3, die seit den 1980er Jahren als Wohngebäude und Gemeindehäuser genutzt werden.
Nach dem Mauerfall erfolgten in dieser und benachbarten Straße zahlreiche Um- und Neubauarbeiten. Bei dieser Gelegenheit wurden im Jahr 2008 der Standort und ein Teil des Grundrisses der Kirche in Form eines Pflastermosaiks wieder sichtbar gemacht.

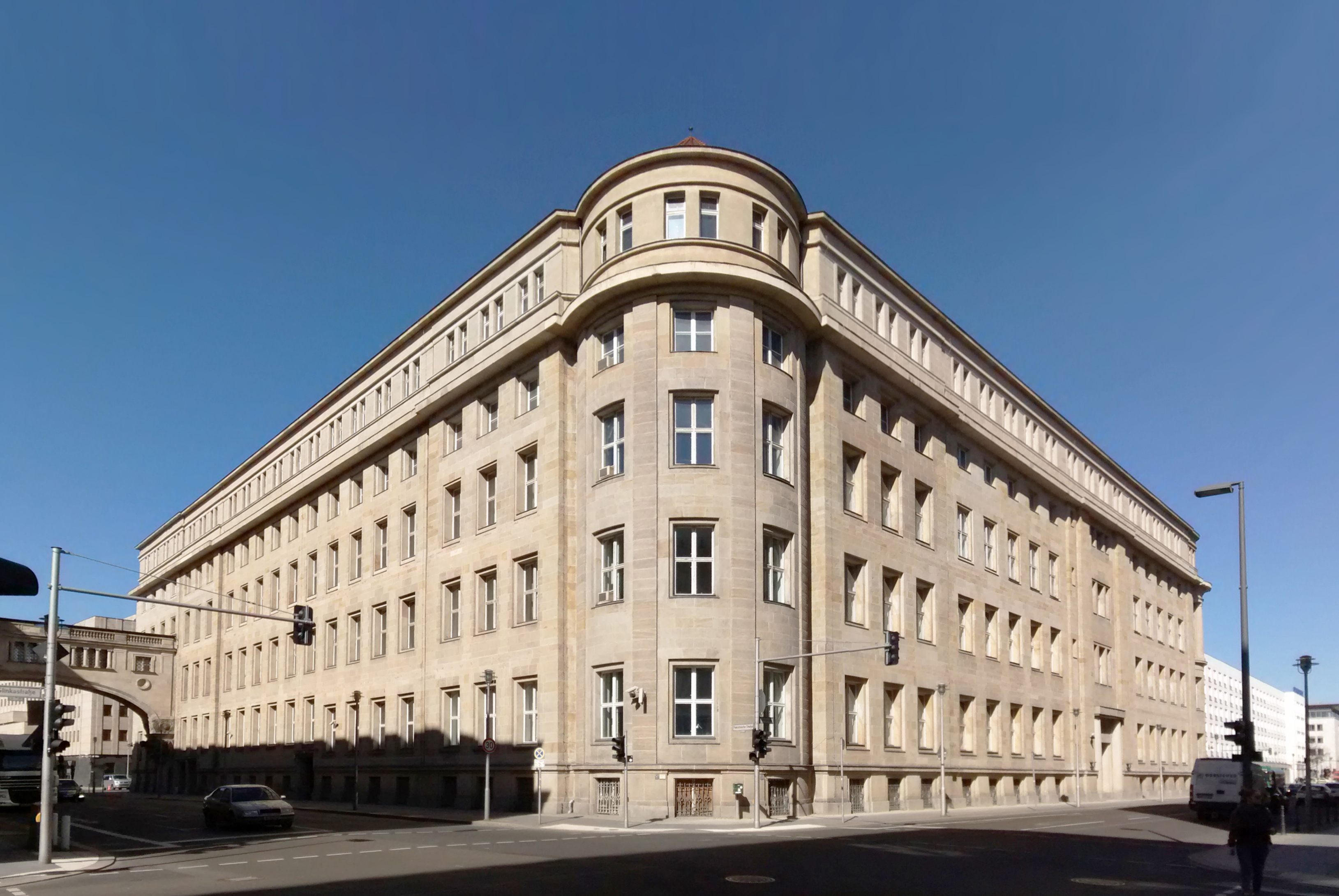
Ehemaliges Hauptgebäude der Deutschen Bank, Glinkastraße

Ein viergeschossiger Gebäudekomplex, Glinkastraße 27–43, mit zwei Verbindungsbrücken über die Straße hinweg, eine zur Französische Straße, wurde 1872 als Zentrale der Deutschen Bank errichtet, im angepassten Baustil folgte im Jahr 1901 ein Geschäftssitz für die Nordstern-Lebensversicherung.
Nach der Gründung der DDR wurde der gesamte Bau Sitz des DDR-Innenministeriums und blieb es bis zur Auflösung der DDR infolge der deutschen Wiedervereinigung. Hier hatten sich am 15. Februar 1991 auf Initiative von hochrangigen Funktionären des Anfang 1990 aufgelösten Ministeriums für Staatssicherheit (MfS) Vertreter des Bundesamts für Verfassungsschutz (Präsident des Bundesamts für Verfassungsschutz Gerhard Boeden und sein Stellvertreter Eckart Werthebach) und der Bundesinnenminister Wolfgang Schäuble mit dem letzten Chef der Hauptverwaltung A des MfS Werner Großmann und ehemaligen Stasi-Generälen (Günter Kratsch, Günter Möller, Gerhard Niebling, Heinz Engelhardt) getroffen. Sie verhandelten in geheimer Mission die Frage, was mit den bis dahin unentdeckten DDR-Spionen passieren soll. Einerseits sollte eine spätere strafrechtliche Verfolgung abgewendet, andererseits auch die Übernahme der Spione durch andere Geheimdienste verhindert werden. Das genaue Ergebnis wurde nicht bekannt.
Das inzwischen restaurierte Gebäude diente 2015 vorübergehend als Sitz der USA-Produktionsfirma Homeland, als in Berlin die fünfte Staffel der gleichnamigen Serie über die CIA gedreht wurde. Der Komplex steht seit den 2010er Jahren überwiegend leer, ist denkmalgeschützt und wird seit 2018 zum neuen Berliner Sitz des Bundesgesundheitsministeriums sowie für die Nutzung durch weitere Ministerien ausgebaut.